# Signal Transducer CD24
Signal transducer CD24 ist ein Oberflächenprotein in B-Zellen, T-Zellen und Granulozyten.

## Eigenschaften
CD24 ist ein Zelladhäsionsmolekül und fördert in B-Zellen die Aktivierbarkeit des B-Zell-Rezeptors bei einer Bindung von Antigen. CD24 besitzt einen GPI-Anker und ist sialyliert. CD24 gruppiert die B-Zell-Rezeptoren in Lipid Rafts. Weiterhin ist es an der Aktivierung von Granulozyten beteiligt. In T-Zellen ist es ein Kostimulator.
CD24 kommt in manchen Tumoren vermehrt vor und ist daher ein Marker. Vermutlich ist es onkogen. Ein Mangel der Funktion des CD24 ist an der Entstehung von Autoimmunerkrankungen beteiligt.